# Galgenbach (Getterbach)
Der Galgenbach ist ein 1,1 Kilometer langer linker Zufluss des Getterbachs im Flusssystem der Werse in Münster/Westfalen.

## Verlauf
Der kleine Bachlauf beginnt am südlichen Stadtrand von Münster an der Galgenheide mit einem Graben südlich der Güterumgehungsbahn Münster und westlich der Bundesstraße 51. Der Bach fließt in südliche Richtungen, unterquert die B51 und mündet bei der Kläranlage Geist am Kesselfeld in den Getterbach, welcher über den Emmerbach in die Werse abfließt.

## Gewässerqualität
Mitverantwortlich für die schlechte Gewässerqualität war 2012 nach Einschätzung der Bezirksregierung die von der Stadt Münster betriebene Kläranlage. Als sich bei Gewässerproben herausstellte, dass Galgenbach und Getterbach nach Einleitung der gereinigten Kläranlagen-Abwässer stärker mit Phosphor, Stickstoff und weiteren Stoffen belastet waren als vor der Einleitung, senkte die Behörde die Schadstoff-Grenzwerte für die Abwässer. Die dagegen gerichtete Klage der Stadt Münster blieb ohne Erfolg.

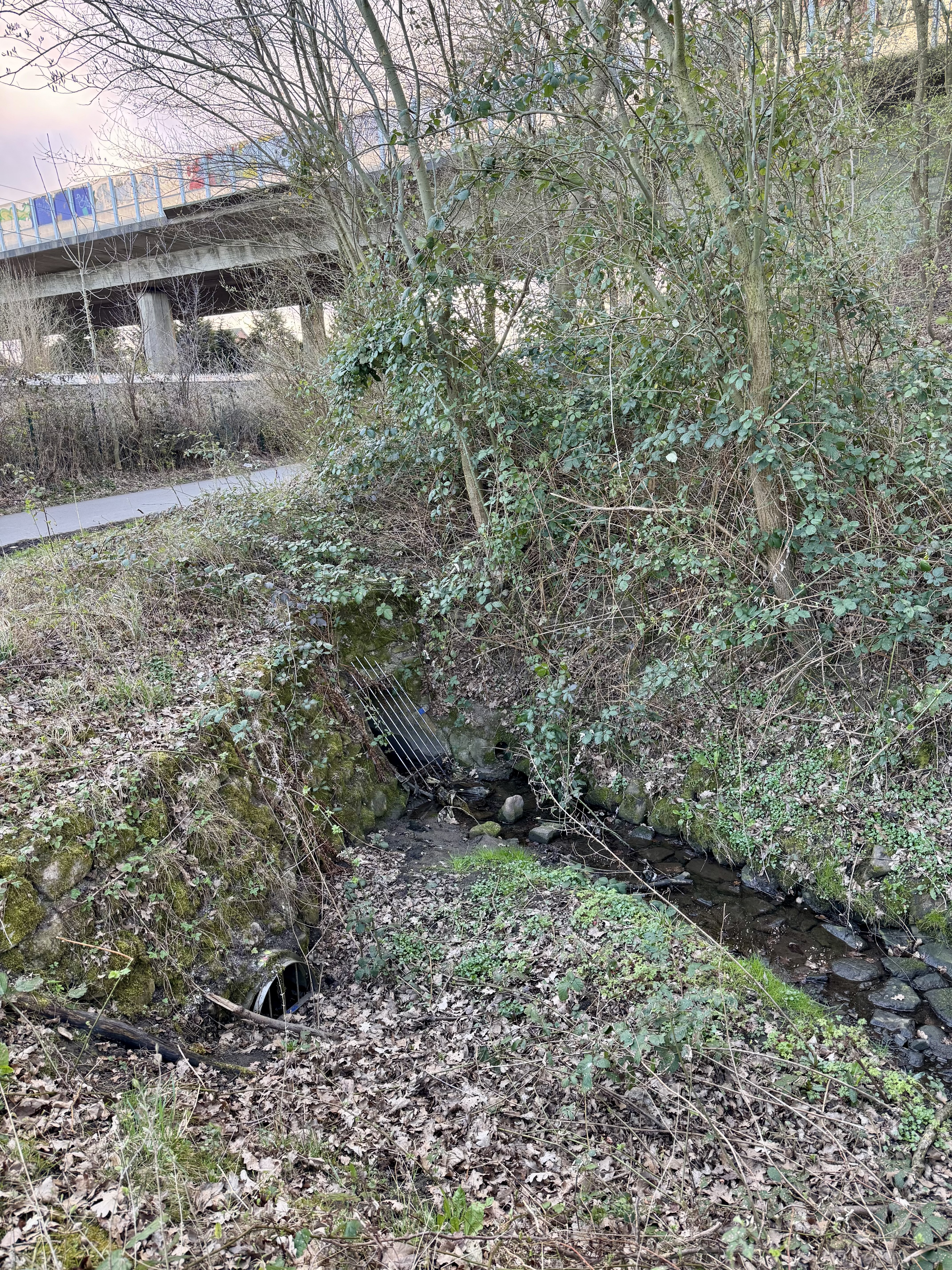
Bachanfang bei Güterumgehungsbahn Münster und B51
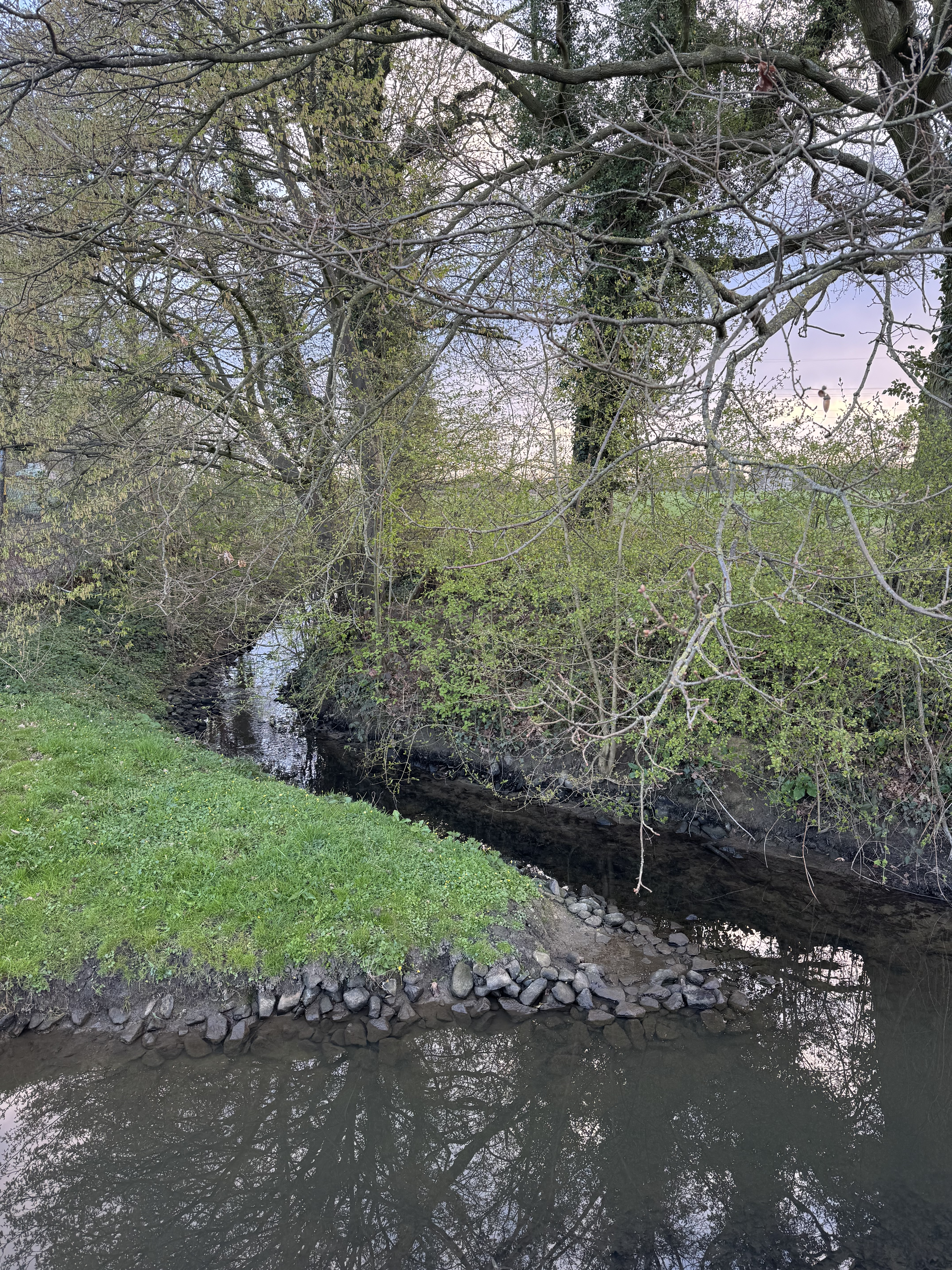
Mündung des Galgenbachs in den Getterbach.